# Рутковские
Рутковские — дворянский род.
Происходят от Секретаря Короля Станислава Августа, Станислава Рутковского, коему за отличные заслуги пожалован нижеописанный герб, вместе с потомственным дворянством, Королевскою грамотою данною 13 декабря 1782 года.
- Рутковский, Клементий Лукьянович (?—1856) — тайный советник, Плоцкий гражданский губернатор.
- Рутковский, Пётр Константинович — генерал-лейтенант, начальник штаба Приамурского военного округа, командир 11-й кавалерийской дивизии.
- Рутковский, Яков Константинович (1843—1904) — генерал-лейтенант, начальник инженеров Кавказского военного округа.

## Описание герба
В голубом поле единорог белый, на шее которого зелёный венок. В навершии шлема пять страусовых перьев.